# Яяншань
ГЕС Яяншань (崖羊山水电站) — гідроелектростанція на півдні Китаю у провінції Юньнань. Знаходячись перед ГЕС Шименкан, становить верхній ступінь каскаду у сточищі річки Лісяньцзян (у В'єтнамі — Да), правої притоки Хонгхи (біля Хайфона впадає у Тонкінську затоку Південно-Китайського моря).
У межах проекту річку Бабіан (права твірна Лісяньцзян) перекрили кам'яно-накидною греблею із бетонним облицюванням висотою 88 метрів та довжиною 236 метрів, яка утримує водосховище з площею поверхні 6,8 км2 та об'ємом 247 млн м3.
Пригреблевий машинний зал обладнали двома турбінами типу Френсіс потужністю по 61,6 МВт, які при напорі від 52 до 80 метрів (номінальний напір 57 метрів) забезпечують виробництво 498 млн кВт-год електроенергії на рік.
Видача продукції відбувається по ЛЕП, розрахованим на роботу під напругою 220 та 110 кВ.